# Siebold-Haus

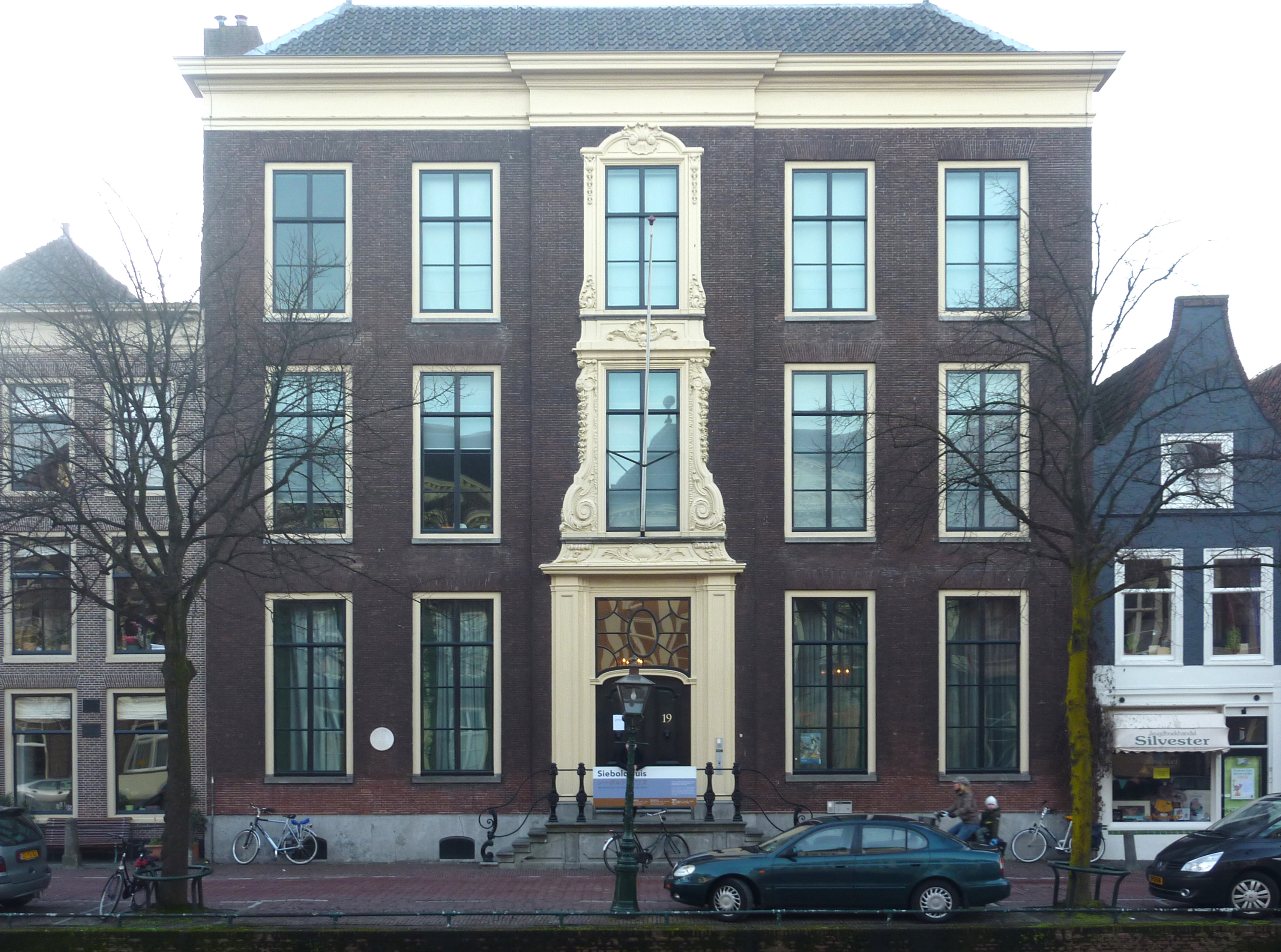
Das Siebold-Haus

Das Siebold-Haus (niederländisch SieboldHuis) ist ein Museum an der Rapenburg-Gracht in Leiden in den Niederlanden. Benannt ist es nach dem Arzt und Japanforscher Philipp Franz von Siebold, der dort von 1832 bis 1838 wohnte. Heute wird in dem Haus ein Teil seiner umfangreichen Sammlung gezeigt, die er aus Japan mitbrachte. Die weiteren Räume werden für japanbezogene Wechselausstellungen genutzt. Das stattliche Haus ist im Besitz des Staates (Rijksgebouwendienst).

## Zum Museum
Siebold, der von 1823 bis 1829 als Arzt auf der niederländischen Handelsstation Dejima in Nagasaki wirkte, interessierte sich für alle Aspekte der japanischen Gesellschaft und der Natur. Er brachte im Laufe der Jahre eine umfangreiche Sammlung zusammen, die er zurück mit in die Niederlande nahm. Die Sammlung befindet sich im Wereldmuseum Leiden; im Siebold-Haus ist eine kleine Auswahl zu sehen: Landkarten, Bücher, präparierte Land- und Meerestiere, getrocknete Pflanzen, Gesteine, Gebrauchsgegenstände und Kunstobjekte, wie Lackwaren und Porzellan.
Seit einigen Jahren organisiert das Siebold-Haus im Frühjahr den „Japanischen Markt“ an der Rapenburg-Gracht. Auf diesem Markt werden alle Arten japanischer Artikel ausgestellt und verkauft. Es gibt bei der Gelegenheit auch verschiedene Aktivitäten wie Musikdarbietungen und Cosplay.
Im Jahr 2012 war dieses Haus das Modell für das 93. Gebäude der „Delft Blue Houses Series“ der Fluggesellschaft KLM.

## Bilder

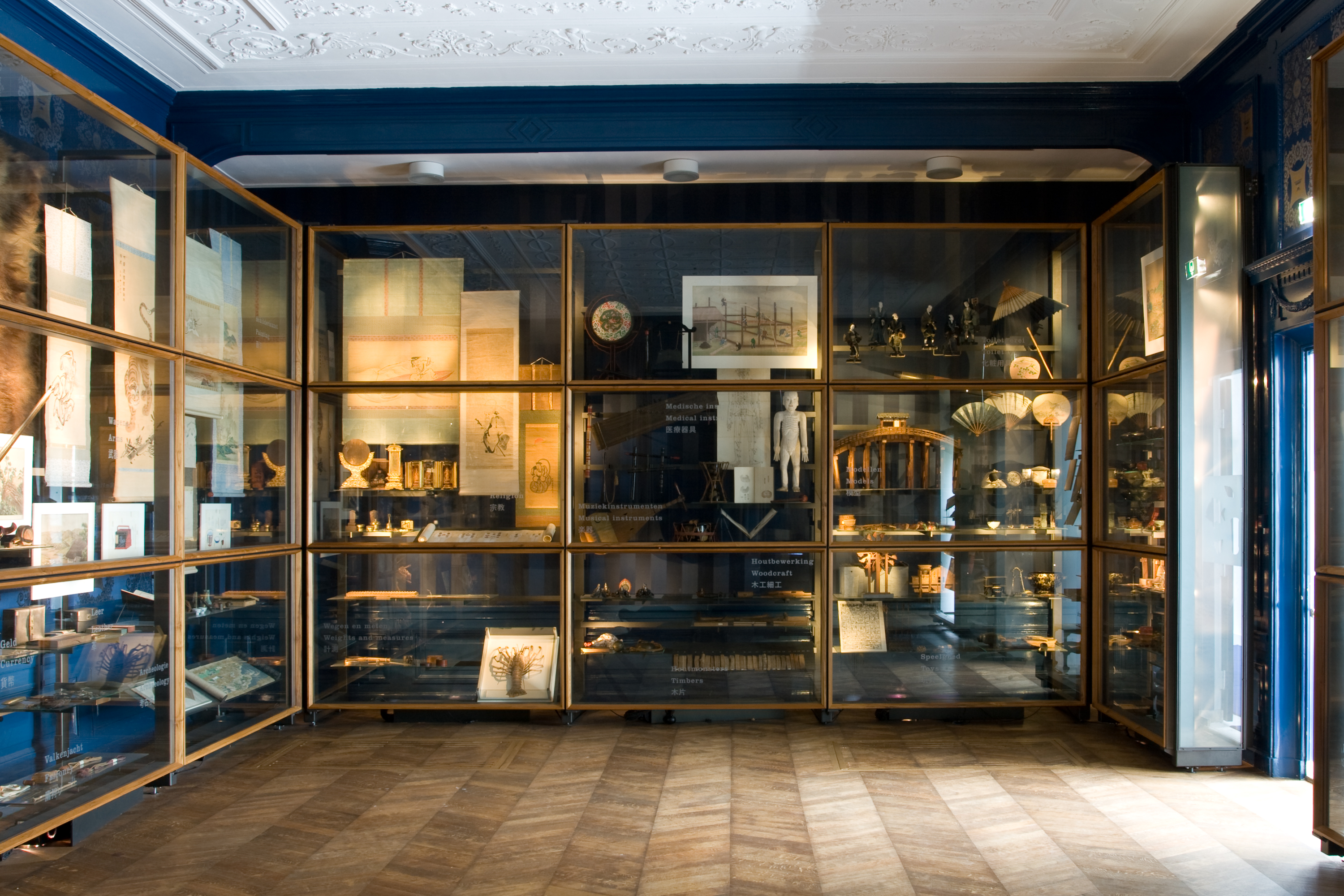
Die Panoramakammer
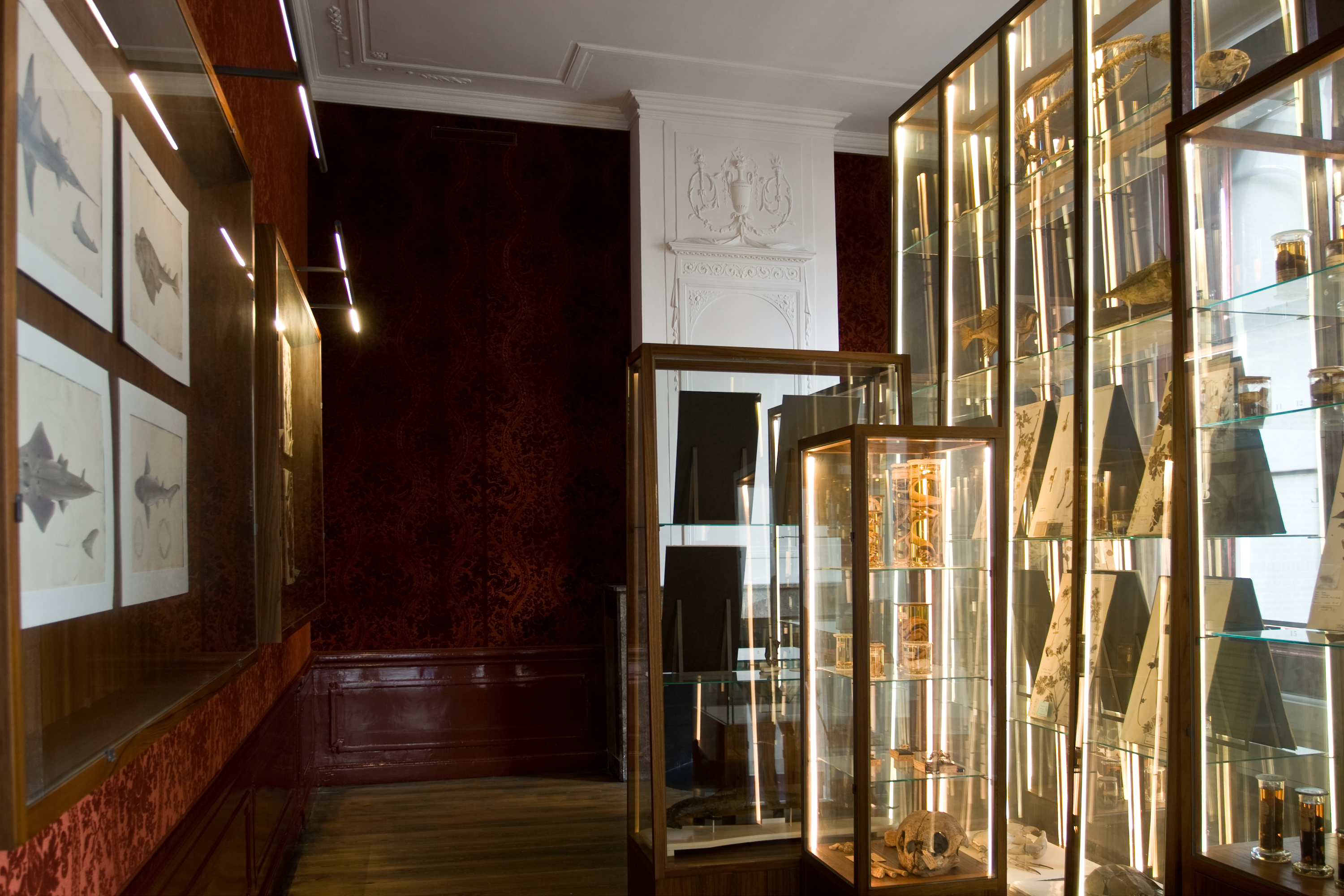
Flora und Fauna
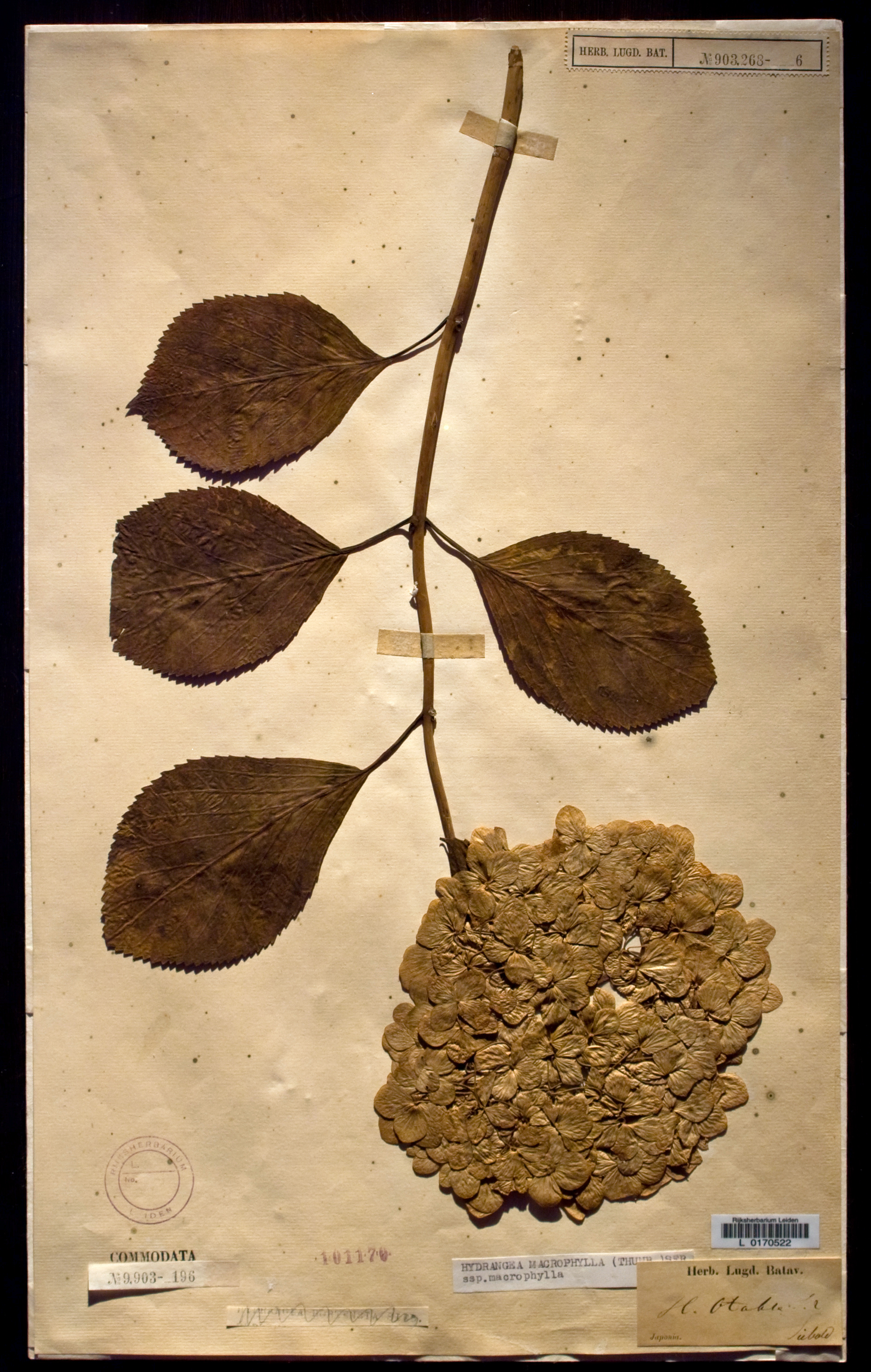
Hortensie
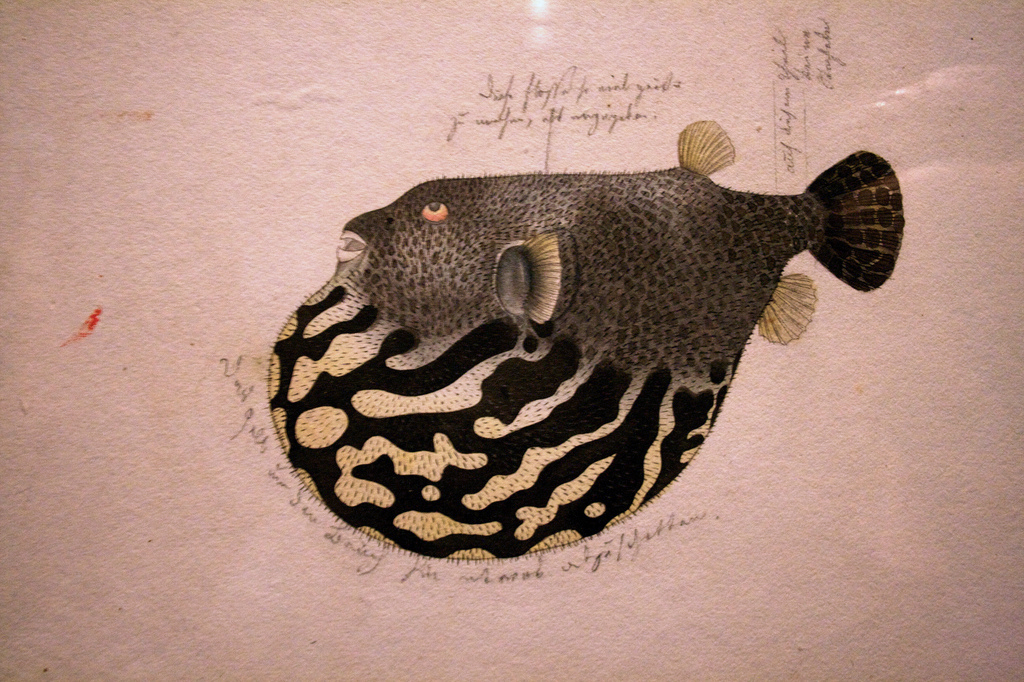
Fugu
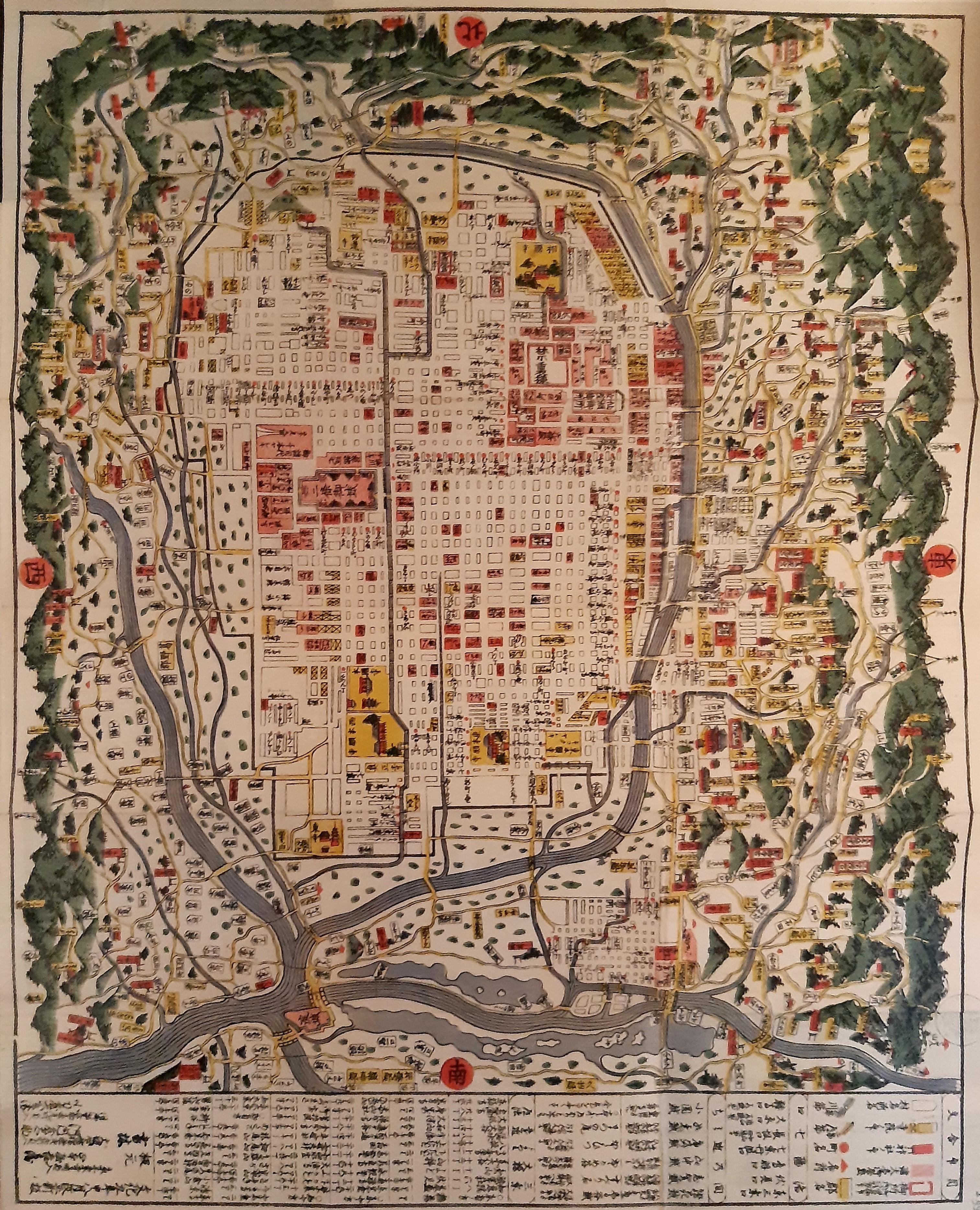
Karte von Kyōto